# Björnstorp
Björnstorp är en småort i Bonderups socken i Lunds kommun, en knapp halvmil sydost om Dalby.
Björnstorp uppstod som stationssamhälle åt Björnstorps gods vid den 1970 nedlagda järnvägen mellan Malmö och Simrishamn. Numera används spåret mot Veberöd till dressincykling.
Söder om slottet och denna ort ligger orten Björnstorps torg som av SCB även den är benämnd Björnstorp.
Den 9 september 1931 öppnade Dalby konsumtionsförening en butik i Björnstorps stationssamhälle. Efter att verksamheten i Björnstorp börjat gå med förlust bestämde föreningen att man sommaren 1977 skulle lägga ner butiken, som då var ortens enda.